# Rezvani Beast
El Rezvani Beast es una línea de coches deportivos de 2 puertas fabricado por Rezvani Motors. El modelo está basado en el Ariel Atom y el Lotus Elise (para el Rezvani Beast Alpha X Blackbird). Su precio en Estados Unidos es entre $95,000 y $325,000 dólares.

## Modelos

### Beast
El Rezvani Beast es el modelo de base de la línea. Aun así, es más caro que su variante, siendo listado en EE.UU. a $159,000. Debido a la presencia del coche como un convertible, el coche ha sido bautizado el "Rezvani Beast Speedster". El modelo estuvo diseñado por el diseñador azerbaiyano Samir Sadikhov.
El Beast contiene un 2.4-litro de sobrealimentador I4 con un motor de pistón y con un interenfriador, produciendo 300 HP (224 kW; 304 CV). Este poder está entregado a las ruedas traseras mediante una transmisión manual de 6 velocidades, el cual es la transmisión única disponible para el modelo. Este coche contiene un chasis tubular y una fibra de carbono de doble capa sin puertas. Los fundamentos son de un Ariel Átom. Las ruedas están hechas enteramente de aluminio forjado.
Una versión de 500 hp (373 kW; 507 PS) del Beast salió más tarde. El coche es igual como el Beast antiguo, con un 0-60 mph (0-97 km / h) en 2,9 segundos, pero la diferencia única que es que el coche es más potente. El peso es de 750 kg (1,653 lb), lo que hace que la relación potencia a peso del automóvil se ajuste a 666.6 hp (497.1 kW; 675.8 PS) por tonelada.
El diseño para el Beast de modelo de la base estuvo construido en un año. El Beast también tiene el freno del Ariel Atom original y también las piezas instaladas del Ariel, y tiene una bocina personalizada. Como el coche es un convertible, tiene que tener el cuero impermeable instalado.
Este coche contiene 2 años de garantía de milla ilimitada.

### Beast Alpha
El Rezvani Beast Alpha combina un rendimiento extremo con un diseño impresionante y puertas innovadoras.
El Beast Alpha es esencialmente una versión Coupé del Beast. El automovil debutado en un Rezvani Keynote en 2016. Incluso como la Alpha no es un modelo de base, es más barato que su speedster counterpart en EE.UU.$95,000, debido a gotas de precio después de su debut. Sea originalmente EE.UU.$200,000. Esta gota de precio empezó en 2018.
El coche incluye lo que Rezvani llama "Sidewinder" puertas, los cuales son puertas que pop al lado y deslizamiento adelante. Esto es la Bestia única para tener estas puertas. Aun así, esto no es estándar, pero unos EE.UU.$10,000 opción.
El coche tiene un nuevo 2.4-litro turbocharged I4 puso a punto por Cosworth, el cual empuja fuera 500 HP (373 kW; 507 CV) hp (373 kW; 507 ). El coche 0–60 mph (0-60 mph (0-97 km/h) km/h) tiempo de aceleración es más lento que la Bestia regular, en 3.5 segundos. La velocidad superior de la Alfa es 175 mph (282 km/h) mph (282 km/h). El poder del coche está enviado a las ruedas traseras por un manualde6 velocidades. En vez del chromoly chasis, el chasis es aluminio . El peso del coche es ligeramente más pesado, en 755 kg (1664 lb) kg (1,664), el cual hace el poder del coche-a-proporción de peso más baja, en 662.3 hp (493.9 kW; 671.5 ) por tonelada. Esto se debe a la adición de características nuevas. Estos incluyen condicionante de aire, conductor-control de tracción seleccionable, bolsas de aire, un techo (targa estilo; desmontable), control de clima, y puertas funcionales.
La Alfa de nombre ligeramente se parece a este índice de especificación más bajo debido a su uso en modelos tempranos antes de su producto final.
Las opciones del coche son muy costosas. Por ejemplo, un 6-acelerar semiautomático con paddle shifters es disponible para EE.UU.$15,000, y el "Sidewinder" las puertas son para EE.UU.$10,000.

### Beast X
La Beast X es la variante más potente de la línea Beast, tasado en EE.UU.$159,000 a EE.UU.$270,000. Los precios difieren porque hay dos variantes; uno para la Beast, otro para la Beast Alpha.
Sólo cinco de estos coches serán producidos. El convertible X contiene el 2.5-litro Cosworth I4 pero es turbocharged este tiempo por un par de BorgWarners. Esto empuja fuera 700 HP (522 kW; 710 CV) hp (522 kW; 710 ). Combinado con un curb peso de 750 kg (1653 lb) kg (1,653), el coche tiene un poder-a-proporción de peso de 933.3 hp (696.0 kW; 946.2) por tonelada. El diseño del coche ha sido ligeramente cambiado para propósitos aerodinámicos. hay nuevo añadido aero vacíos, y fender rejas, y también una ruptura nueva spoiler que se parece al Pagani Zonda C12. El frente y trasero ha sido revisado para añadir extra downforce, junto con los vacíos, rejas, y spoiler. Este poder está enviado a las ruedas traseras por un 6-acelerar transmisión manual, con un semiautomático como una opción para el X. El coche tiene un 0@–60 mph (0-60 mph (0-97 km/h) km/h) tiempo de 2.5 segundos.

### Beast Alpha X
El coupe versión de X, con el mismo 2.5-litro turbocharged Cosworth I4, pero marcas únicas 525 HP (391 kW; 532 CV) hp (391 kW; 532). Ninguna pieza aerodinámica está añadida, aun así, y es básicamente el mismo diseño a la Alfa de Bestia. El peso es igual como la Bestia y Bestia X, en 750 kg (1653 lb) kg (1,653). Power-a-proporción de peso es en 700 HP (522 kW; 709,7 CV) hp (520 kW; 710) por tonelada. El poder está entregado por un 6-acelerar transmisión manual. El cuerpo está hecho de fibra de carbono.

### Beast Alpha X Blackbird
La versión más extrema de la Alfa de Bestia bautizó la Alfa de Bestia X Mirlo estuvo lanzado en 2018. Las características automovilísticas un cuerpo hecho de fibra de carbono, sidewinder puertas, un elemento de firma de Alfa de Bestia y un 2.5-litro turbocharged Inline-4 motor desarrollado en colaboración con Cosworth produciendo 700 hp (710 PS; 522). Power está transferido a las ruedas traseras a través de un 6-acelerar transmisión manual mientras la transmisión manual secuencial es disponible como una opción. El peso también ha sido reducido a 2,150 lb (975). Debido al upgrades, el coche es capaz de acelerar de 0@–60 mph (0@–97 km/h) en 2.9 segundos. La comodidad de las ocupantes es también mantenida en consideración y características como ventanas de poder, condicionante de aire, central cerrando sistema y infotainment el sistema está incluido como estándar. El coche es disponible en un precio de base de EE.UU.$325,000.

## Recepción
Jay Leno presentó una revisión sobre el Rezvani Bestia en su canal de YouTube. En general, el coche recibió recepción positiva de él.
Jeff Glucker del canal El Hooniverse revisó el Rezvani Bestia. Mencionó el coche utilizó una plataforma muy bien hecha (el Ariel Atom), un motor bueno, suspensión buena, y miradas buenas. Visibilidad de delantero era bien hecha, pero los espejos de lado no fueron demasiado prácticos. El coche era ya difícil de conducir, pero Glucker mencionó que Rezvani hubo ligeramente alteró el wheelbase para dar estabilidad mejor. El desmontable steering estuvo hecho para mucha una entrada mejor y salida en el coche. La suspensión asombraba, y el agarrador era muy bien gracias al ancho y stickiness. La transmisión shifter era también bien hecho, el clutch sentía rápidamente, y los pedales eran bien. Glucker También mencionó que el coche sentía muy crudo debido a la ausencia de poder steering.
Mate Farah hizo una revisión sobre el Beast, y lo condujo en la Ruta Estatal 74 de California. Mencionó que el automovilístico que el steering es muy estanco, haciendo sentir como algún Prototipo de Le Mans o una Fórmula 1, el cual lo hizo un poco difícil de dirigir en la carretera. También mencionó que el pedal gasista era pesado de empujar, y que steering sin el poder asiste y teniendo los neumáticos grandes hicieron steering más duros. Entonces declare que frenando no fue demasiado estable, el coche sentía como un coche de carrera real y no un coche de carretera que cumple el coche de carrera siente, y que girando el radio era un poco malo. El coche era también demasiado sensible. Debido a estas desventajas al conducir, declaró que los conductores profesionales son capaces de tomar las luchas, pero no tanto para aficionados. También le haga asustado para empujar más allá. Mencione que el styling era bonito,  sea rápidamente, y que el supercharger hizo el bien de sonido automovilístico, en el lado positivo. En general, Farah dijo que el coche no fue EE.UU. de valor$159,000, pero  sea feliz  existe debido a cómo fresco y único  es.